# Fabio D'Elia
Fabio D'Elia est un footballeur liechtensteinois né le 19 janvier 1983 à Grabs (Suisse).

## Carrière

### En club
- 1995-1997 : FC Schaan ( Liechtenstein)
- 1997-1999 : FC Coire 97 ( Suisse)
- 1999-2000 : FC Vaduz ( Liechtenstein)
- 2008- : USV Eschen/Mauren ( Liechtenstein)

### En sélection

#### Buts internationaux
| #  | Date             | Lieu                               | Adversaire        | Score | Résultat | Compétition           |
| -- | ---------------- | ---------------------------------- | ----------------- | ----- | -------- | --------------------- |
| 1. | 18 août 2004     | Rheinpark Stadion, Vaduz (Liecht.) | Estonie           | 1-1   | 1-2      | Éliminatoires CM 2006 |
| 2. | 12 novembre 2005 | Rheinpark Stadion, Vaduz (Liecht.) | Macédoine du Nord | 1-0   | 1-2      | Match amical          |

### Palmarès
- Vainqueur de la Coupe du Liechtenstein : 2004, 2005, 2006.